# Fratelli missionari delle campagne
I Fratelli missionari delle campagne (in latino Fratres Missonarii Rurales; in francese Frères Missionnaires des Campagnes) sono un istituto religioso maschile di diritto pontificio; i membri di questa congregazione clericale pospongono al loro nome la sigla F.M.R.

## Storia
La congregazione fu fondata il 3 ottobre 1943 a La Houssaye-en-Brie dal sacerdote domenicano Michel-Dominique Epagneul per l'apostolato nelle campagne povere di sacerdoti e fu canonicamente eretta in istituto di diritto diocesano dal vescovo di Meaux il 2 ottobre 1949.
L'istituto ricevette l'approvazione pontificia l'11 novembre 2010.

## Attività e diffusione
I fini dell'istituto sono l'evangelizzazione e la promozione umana e cristiana della popolazione delle aree rurali. I religiosi accettano ogni forma di apostolato compatibile con la vita comune, condotta in piccoli priorati che riuniscono 2 o 3 fratelli sacerdoti e 2 o 3 fratelli ausiliari (sacerdoti e ausiliari costituiscono una sola classe di religiosi, con i medesimi diritti e obblighi).
Oltre che in Francia, i Fratelli Missionari delle Campagne sono presenti in Benin, Brasile, Burkina Faso, Portogallo e Togo; il moderatore supremo, che porta il titolo di "priore generale", risiede a La Houssaye-en-Brie.
Alla fine del 2011 la congregazione contava 21 case e 121 religiosi, di cui 46 sacerdoti.